# Vrnitev iz cerkve (Waldmüller)
Vrnitev iz cerkve je slika v olju na lesu nemškega slikarja iz bidermajerskega obdobja Ferdinanda Georga Waldmüllerja.
V svoji poznejši ustvarjalni fazi se je Ferdinand Georg Waldmüller vse bolj posvečal upodobitvam podeželskega ljudskega življenja, občasno tudi s socialno kritično izjavo. Svoje modele, ki so pogosto prihajali iz okolice Dunaja, kot so vaški otroci, služkinje, fantje in kmetje, je zelo podrobno preučeval. 
Na sliki Vrnitev iz cerkve obiskovalci cerkvenega sejma s kočijo prispejo na tipično spodnjeavstrijsko kmetijo. Medtem ko nekateri prispeli šele izstopajo iz kočije, služabnik že razprega konje. Darila, ki jih prinesejo, si razdelijo in jih občudujejo. V središču slike, močno osvetljeni s sončno svetlobo, trije svetlolasci tečejo naravnost proti gledalcu in ponujajo svoje medenjake. Posebno pozornost pritegne kmečka hči v ospredju na desni. V laseh nosi venec vrtnic in je očitno od bodočega moža kot darilo dobila rdečo ruto. Babici ponosno pokaže simbol svoje zakonske usode.
Umetnik je prepričljivo izrazil veselje izbranke, začudenje otrok, ki so jo obkrožali, služkinje in služabnika. Različni anekdotično opisani, akcijsko polni prizori so združeni na vaškem trgu kot na odru. Izmenjava močne sončne svetlobe in dolgih senc strukturira prizor na napet način in povečuje sugestiven učinek kompozicije.

## Vir
- za Alte Nationalgalerie, Berlin, Birgit Verwiebe